# Kaecilius
Kaecilius (/kaɪsɪliəs/) es un supervillano ficticio que aparece en los cómics americanos publicados por Marvel. Apareció por primera vez en Strange Tales Vol. 1, # 130 (marzo de 1965) fue creado por Stan Lee y Steve Ditko y es un enemigo de Doctor Strange.
El personaje hizo su debut en vivo en la película del Universo cinematográfico de Marvel Doctor Strange (2016), interpretado por Mads Mikkelsen.

## Historial de publicaciones
Kaecilius apareció por primera vez en Strange Tales Vol. 1, # 130 (marzo de 1965) y fue creado por Stan Lee y Steve Ditko.

## Biografía
Kaecilius es un discípulo de Barón Mordo que enviaba mensajes e incluso peleaba con el Doctor Strange si era necesario. Una de sus primeras misiones fue secuestrar al Anciano, que falló debido a la interferencia del Doctor Strange. En un momento, Mordo usó sus poderes para derrotar a Dormammu. Kaecilius tuvo éxito en robar la Capa de Levitación del Doctor Strange; sin embargo, al final de su batalla, el Doctor Strange usó su magia para borrar el conocimiento de la magia de la mente de Kaecilius.Fue visto junto a sus cohortes, Adria y Demonicus. Se hizo pasar por un camarógrafo llamado Joe Crocker, pero fue descubierto junto con sus compañeros hechiceros. Una vez más, intentaron y fracasaron en derrotar al Hechicero Supremo cuando Adria intentó usar una poderosa gema contra el Doctor Strange, pero se desterró a sí misma, Kaecilius y Demonicus a la Dimensión Púrpura.Muchos años después, Kaecilius fue liberado de la Dimensión Púrpura junto con sus cohortes y luchó contra el Doctor Strange, el Barón Mordo, Wong y Jane Foster en su nueva identidad como Valquiria. Mostró habilidades enormemente mejoradas y, aunque todavía vestía su traje habitual, estaba bien afeitado y tenía los ojos oscurecidos. Durante la batalla, apareció el Segador, después de haber sido fortalecido nuevamente por Mephisto y atrapado la forma astral del Doctor Strange en un espejo oscuro. Asustado y rodeado por sus compañeros derrotados, Kaecilius abandonó la lucha «pacíficamente»; abriendo un portal a lo que parecía París, Francia.
Durante la historia de "La muerte del Doctor Strange", Kaecilius acompañó al Barón Mordo al Sanctum Sanctorum donde el Doctor Strange fue encontrado muerto. Mientras Wong acusa al Barón Mordo de matar al Doctor Strange, lo que el Barón Mordo negó, Kaecilius se preparó para defender al Barón Mordo de los ataques de Wong. En ese momento, llega una versión clásica del Doctor Strange, que intuye que ha sucedido lo peor y pregunta qué año es.Cuando las Tres Madres aparecen tras rastrear a Clea hasta el Sanctum Sanctorum, el Barón Mordo y Kaecilius se despiden.Los clásicos Doctor Strange, Clea y Wong se abren camino a través de las defensas del Castillo Mordo para llegar al Ojo de Agamotto, donde lograron someter a Kaecilius.En New Umarria, Antártida, el Doctor Strange Clásico, Clea y Magik llegan y se encuentran con el Barón Mordo, Kaecilius, Aggamon, Tiboro y Umar, donde los somete a un misterio de asesinato que implicaba explicar por qué los señores de la guerra interdimensionales huyeron a la Tierra y la incriminación del barón Mordo. Concluye que Kaecilius es responsable del asesinato del Doctor Strange, ya que Kaecilius planea hacer que el Barón Mordo "chille con todas las agonías de la Dimensión Púrpura" y luego matar al Doctor Strange clásico nuevamente con los propios poderes del Doctor Strange.Mientras se notan las noticias de la llegada del Niño Peregrino y las Tres Madres, Kaecilius se prepara para atacar al Doctor Strange clásico quien se prepara para hacer que Aggamon, Tiboro y Umar enfrenten las consecuencias de sus acciones donde todos deben prevalecer o morir. Mientras Kaecilius ataca, Classic Doctor Strange lanza un hechizo curativo especial que involucra un alma viviente y una base de carne que hace que Doctor Strange reviva.

## Poderes y habilidades
Kaecilius fue entrenado en las artes místicas por su maestro Barón Mordo.

## En otros medios

### Universo cinematográfico de Marvel
Kaecilius aparece en medios ambientados en el Universo cinematográfico de Marvel (UCM):
- Kaecilius aparece en la película Doctor Strange (2016), interpretado por Mads Mikkelsen.[1] Una combinación de varios antagonistas de los cómics, Kaecilius se utilizó en la película para impulsar la introducción y el desarrollo de villanos más grandes para el futuro, incluidos Dormammu y «ciertos individuos que viven en otras dimensiones».[13][14]En la película, motivado por la pérdida de su familia para convertirse en un Maestro de las Artes Místicas, Kaecilius se desilusionó con lo que él consideraba la hipocresía del Ancestral e influyó en su decisión de servir a Dormammu usando el mismo Ritual de extensión de vida que su antiguo maestro usó para canalizar la Dimensión Oscura. La energía de Kaecilius y su culto de seguidores zelotes, creyendo en la promesa de vida eterna de Dormammu, proceden a destruir los Santuarios para que la Tierra pueda ser consumida por la Dimensión Oscura. Sin embargo, el Doctor Strange logra convencer a Dormammu para que renuncie a su ataque en la Tierra, mientras que la entidad cumple con su promesa a Kaecilius al arrastrarlo a él y a sus seguidores sobrevivientes a la Dimensión Oscura.[15][16][17]
- Una variante de universo alternativo de la encarnación de Kaecilius aparece en el episodio de What If...?,  "What If... Howard the Duck Got Hitched?", con la voz de Jared Butler.[18]El se las arregló para hacerse cargo de las operaciones del Coleccionista enviándolo a la Dimensión Espejo. Yondu se enteró de eso cuando le trajo el huevo que contenía al hijo no nacido de Howard el pato y Darcy Lewis. Kaecilius hizo que sus seguidores mataran a Yondu. Luego él hace un ritual que le permitiría a Dormammu tomar al niño no nacido como anfitrión solo para que Howard el pato y Darcy lo frustraran. Kaecilius y sus seguidores pronto fueron tras el huevo mientras competían contra el Gran Maestro, Laufey, Malekith, Zeus, Thanos y la Orden Negra. Cuando el huevo se volvió dorado, Kaecilius se encuentra entre los que fueron sometidos por sus energías doradas mientras Zeus huía y Laufey se retiraba de perseguirlo.

### Videojuegos
- Kaecilius aparece en el juego móvil Marvel Future Fight.[19]
- Kaecilius aparece en el juego móvil Marvel Avengers Academy.[20]
- Kaecilius aparece en el juego móvil Marvel Puzzle Quest,[21] donde es inmune a los ataques y solo puede ser derrotado usando sus armas contra él.